# イノセント・ブラッド
『イノセント・ブラッド』（英: Innocent Blood）は1992年のアメリカ映画。
『狼男アメリカン』のジョン・ランディスがメガホンを撮ったホラー・コメディであり、ヒロインはフランスから『ニキータ』で有名になったアンヌ・パリローを迎え、キャストも異色でそこそこ豪華であるものの『狼男アメリカン』程の評価は得られなかった。さらにランディスの『狼男アメリカン』の続編的『ファングルフ/月と心臓』も不評に終わっている。

## 内容
悪党だけを狙って血を吸っていた女吸血鬼のマリー。むやみに吸血鬼の数を増やさないために吸血した人間は殺害していたが、マフィアのドンであるサル・マルチェリの血を吸った際、彼がニンニクを好んでいたため、致命傷を負わせられず、彼の護衛に追われる羽目になってしまう。
マリーはマフィアに潜入していた刑事ジョーと出会い、共にマルチェリを始末することになった。だが、二人が警察病院に到着したとき、マルチェリは吸血鬼になってしまっていた。

## キャスト
- マリー - アンヌ・パリロー
- ジョー・ジャネーロ - アンソニー・ラパーリア
- サル・マルチェリ - ロバート・ロッジア
- マニー - ドン・リックルズ
- レニー - デヴィッド・プローヴァル
- トニー - チャズ・パルミンテリ
- レイ - キム・コーツ
- フランク - トニー・リップ
- シンクレア - アンジェラ・バセット
- スティーヴ・モラレス - ルイス・ガスマン
- デイヴ・フリントン - レオ・バーメスター
- ジャッコ - トニー・シリコ
- マーシュ - マーシャル・ベル
- 検視官 - フランク・オズ
- 記者 - トム・サヴィーニ
- 肉屋の従業員 - サム・ライミ
- 看護師 - リネア・クイグリー
- 医療補助員 - ダリオ・アルジェント

## スタッフ
- 監督：ジョン・ランディス
- 製作：リー・リッチ、レスリー・ベルツバーグ
- 製作総指揮： ジョナサン・シャインバーグ
- 脚本：マイケル・ウォルク
- 撮影：マック・アールバーグ
- 音楽：アイラ・ニューボーン